# Kovié
Kovié est une ville du Togo située à une quarantaine de kilomètres de la capitale, Lomé.

## Géographie
Kovie est une ville du Togo située dans la Région maritime, l'une des cinq régions du Togo à environ 30 km de Lomé.  La population de kovié est d'ethnie Ewe. L'activité principale de cette localité est l'agriculture et l'élevage. Dans ses années les agriculteurs produisent plus du riz plus que les autres céréales. La commercialisation locale des céréales nécessite des marchés, alors les associations communautaires ont construit un marché pour la localité de kovié.

## Quartiers de Kovié
- Seva, Kota, Apeyéyémé, Apedokoè.